# Гамлет (фильм, 1948)
«Гамлет» (англ. Hamlet) — художественный фильм режиссёра Лоренса Оливье, экранизация одноименной трагедии Уильяма Шекспира.

## Сюжет
Внезапно умирает король Дании. Его вдова, Гертруда, спешно вступает в брак с братом покойного мужа Клавдием, которого провозглашают новым королём. Принцу Гамлету является призрак и сообщает, что он предательски отравлен собственным братом. В поначалу застенчивом и мечтательном юноше зреет жажда мести и ненависть к убийце отца, и жалость к обманутой матери, идущей на поводу у собственных чувств. В свою очередь, Клавдий также хочет смерти пасынка.

## В ролях
- Лоренс Оливье — Гамлет
- Джин Симмонс — Офелия
- Бэзил Сидни — Клавдий
- Эйлин Херли — Гертруда
- Норман Вуланд — Горацио
- Феликс Эйлмер — Полоний
- Теренс Морган — Лаэрт
- Стэнли Холлоуэй — Могильщик
- Питер Кушинг — Озрик
- Энтони Куэйл — Марцелл
- Эсмонд Найт — Бернардо
- Кристофер Ли — Копьеносец
- Патрик Макни — Придворный (статист)
- Джон Лори — Франциско, солдат

## Награды и номинации

### Награды
- 1948 — две премии Венецианского кинофестиваля: приз «Золотой лев» (Лоренс Оливье), Кубок Вольпи за лучшую женскую роль (Джин Симмонс)
- 1949 — 4 премии «Оскар»: лучший фильм, лучший актёр (Лоренс Оливье), лучшая работа художников и декораторов (Роджер Фёрс, Кармен Диллон), лучшие костюмы (Роджер Фёрс)
- 1949 — премия Британской киноакадемии за лучший фильм года
- 1949 — премия «Бодил» за лучший европейский фильм (Лоренс Оливье)
- 1949 — две премии «Золотой глобус»: лучший зарубежный фильм, лучший актёр (Лоренс Оливье)
- 1949 — премия Нью-йоркских критиков лучшему актёру года (Лоренс Оливье)
- 1950 — премия итальянских кинокритиков (Italian Film Critics Award) на Венецианском кинофестивале

### Номинации
- 1949 — три номинации на премию «Оскар»: лучший режиссёр (Лоренс Оливье), лучшая музыка (Уильям Уолтон), лучшая актриса второго плана (Джин Симмонс)
- 1949 — номинация на премию Британской киноакадемии за лучший британский фильм

## В литературе
Главный герой романа Джерома Д. Сэлинджера «Над пропастью во ржи», Холден Колфилд не слишком хорошо относится к игре киноактёров. «Они ведут себя на сцене совершенно непохоже на людей.» В качестве примера Холден приводит игру Лоренса Оливье в «Гамлете».

Не понимаю, что
особенного в этом Лоренсе Оливье. Голос у него потрясающий, и красив он до чертиков, и на него приятно смотреть, когда он ходит или дерётся на дуэли, но он был совсем не такой, каким, по словам Д. Б., должен быть Гамлет. Он был больше похож на какого-нибудь генерала, чем на такого чудака, немножко чокнутого.